# Colgan Air
Colgan Air – amerykańska regionalna linia lotnicza z siedzibą w Manassas, w stanie Wirginia.